# Cerco de Humaitá
O Cerco de Humaitá foi uma operação de cerco prolongado organizada pelos aliados da tríplice aliança que ocorreu na Fortaleza de Humaitá, no Rio Paraguai. Humaitá foi cercada por terra em 2 de novembro de 1867, por água no dia 19 de fevereiro de 1868 se rendendo em 25 de julho.

## Defesas
A Fortaleza de Humaitá foi construída sobre uma curva estratégica do rio Paraguai, que forçaria os navios a se dirigirem primeiro para o fogo de artilharia. O Comando Aliado reconheceu que devido a disso e as correntes instaladas, a conquista da fortaleza era quase impossível.

## O cerco

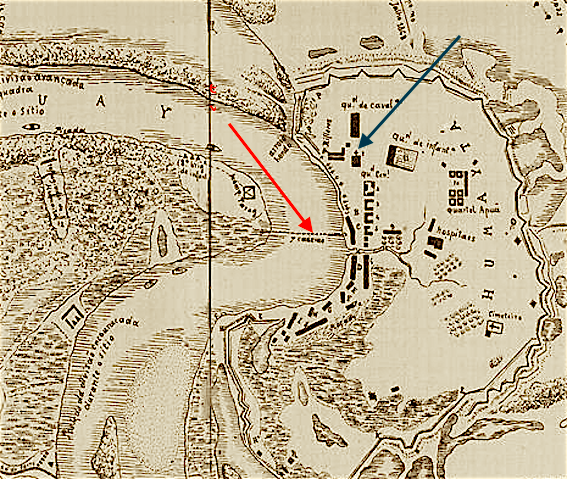
Plano da fortaleza de Humaitá, detalhe. A seta vermelha indica a posição das correntes; a seta azul indica a igreja (visto na imagem ao lado).

Em 1º de agosto de 1867, o general argentino Bartolomé Mitre ordenou à frota imperial brasileira que assegurasse uma passagem por Curupaiti e Humaitá. Em 15 de agosto, duas divisões de cinco couraçados passaram por Curupaiti sem incidentes, mas o fogo de artilharia os forçou a parar em Humaitá. Esta notícia causou conflito no alto comando aliado. Os comandantes brasileiros estavam convencidos de que atacar a fortaleza pelo rio seria fútil e retiraram sua frota, na iminência de um ataque terrestre que começou em 18 de agosto.
De Tuyucuê, os Aliados se dirigiram para o norte e tomaram as aldeias de São Solano, Tayi e finalmente cercaram o próprio Humaitá, isolando-o de Assunção em novembro de 1867.  Em 19 de fevereiro de 1868, o marechal Caxias e o vice-almirante Barão de Inhauma ordenaram que a frota subisse o rio Paraguai, passando por Humaitá. Houve poucas baixas e danos mínimos causados a qualquer um dos navios. Em 24 de fevereiro, o Bahia, Barroso e o Rio Grande do Sul bombardearam Assunção, que havia sido evacuado mais cedo.
O presidente paraguaio Francisco Solano López decidiu evacuar Curupaiti e Humaita. Ele cruzou o rio Paraguai até o lado do Chaco em 3 de março de 1868. Solano López deixou o coronel Francisco Martinez encarregado de uma força de 3 000 homens e 200 canhões. O general Argolo atacou o Sauce em 21 de março, resultando na retirada dos paraguaios para Paso Pacu. Curupaiti foi abandonado no dia seguinte. O Bahia, Rio Grande e o Pará bombardearam Humaitá em 23 e 24 de março de 1868. No final de abril, as forças aliadas tinham tropas nas margens ao lado do Chaco do Rio Paraguai.

## Batalha de Acayuazá

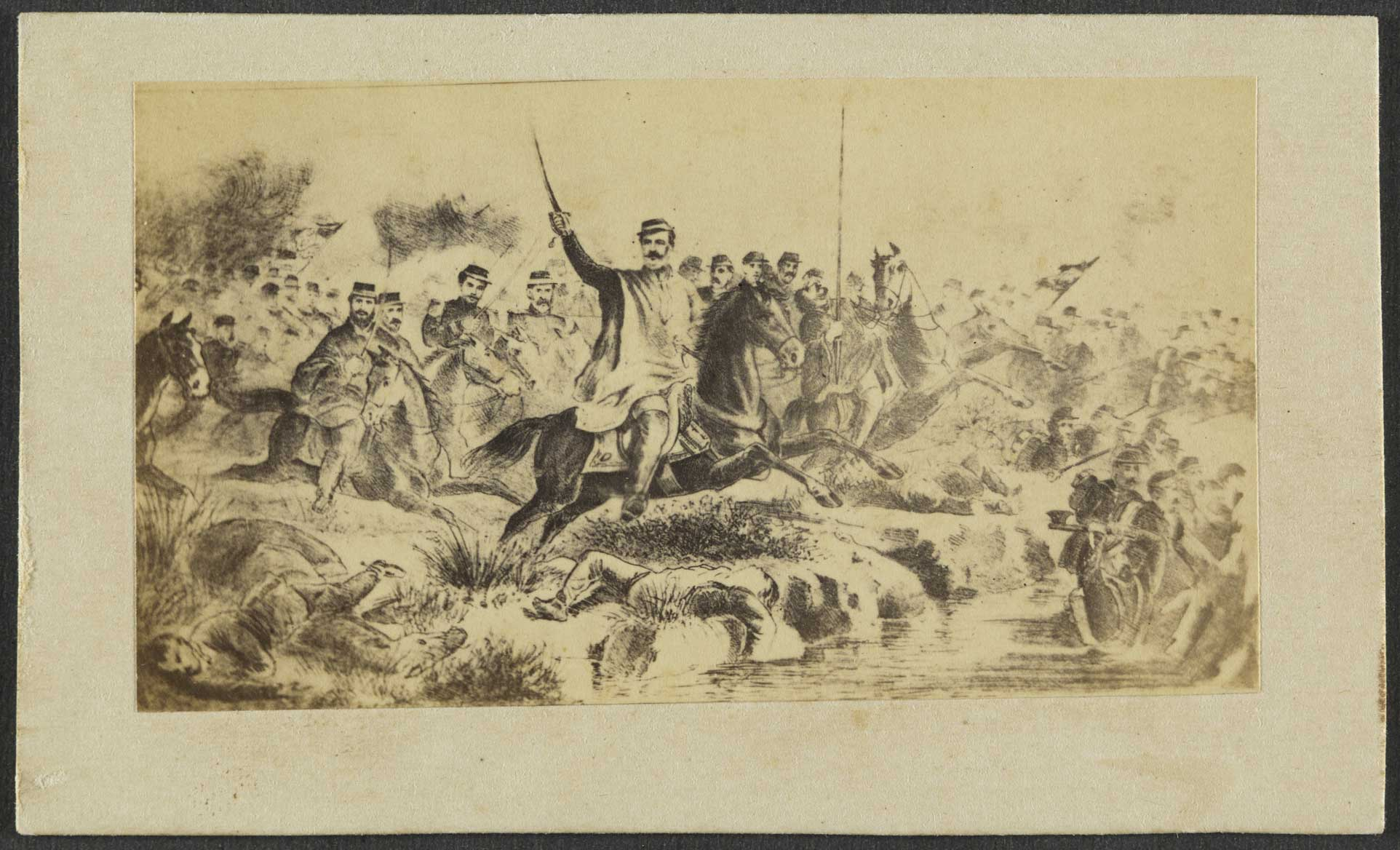
Reconhecimento de Humaitá pelo General Osório, em 16 de julho de 1868.

O exército aliado avançou em 16 de julho de 1868, quando parecia que Curupaiti e Humaitá estavam abandonados. O General Osório e 6.000 soldados lideraram um ataque no lado nordeste de Humaitá, sem saber das 46 armas paraguaias escondidas e mais de 2.000 homens sob o comando do coronel Pedro Hermosa.
Sob o comando de "Muerte a los cambas", os brasileiros recuaram. As baixas brasileiras consistiram de 279 mortos, 754 feridos e 100 capturados, enquanto as baixas paraguaias foram 89 mortos e 104 feridos.
O general Rivas ordenou um ataque ao reduto paraguaio de Cora em 18 de julho. Uma força aliada de homens de infantaria argentinos e brasileiros foi emboscada por uma força liderada pelo coronel Caballero. As perdas argentinas somavam 90 mortos, 87 feridos e 35 capturados, enquanto os brasileiros tinham 67 mortos, 221 feridos e 2 capturados. Os paraguaios sofreram 120 baixas.

## Evacuação de Humaitá

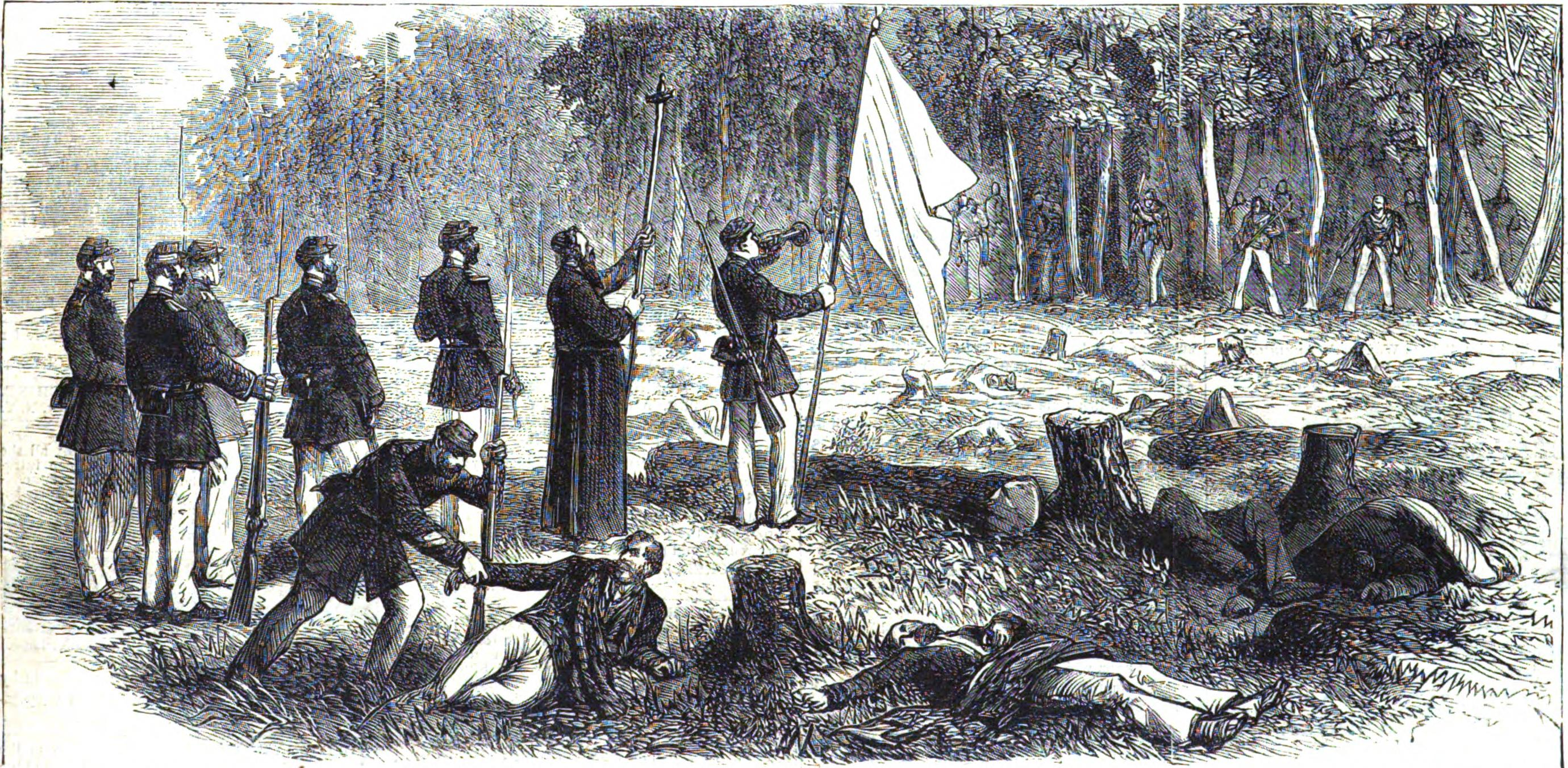
O Padre Esmerata do exército brasileiro, exortando os paraguaios a se renderem.

O coronel Martinez pediu permissão a Solano López para começar a evacuar Humaitá em 19 de julho. Solano López ordenou que Martinez aguentasse mais cinco dias, mas a primeira onda de retirada paraguaia começou no dia 24 com 1 200 homens. O restante partiu no dia 25 depois de cravar seus canhões. A força aliada entrou em Humaitá dez horas depois.[carece de fontes?]

## Consequências
O coronel Martinez, junto com 1.228 homens, 96 oficiais, mulheres e crianças, foram pegos tentando cruzar a Laguna Vera. Ele finalmente se rendeu em 5 de agosto de 1868. Lopez classificou Martinez como um traidor e buscou vingança ao assassinar sua esposa. Os aliados capturaram centenas de peças de artilharia, mas a maioria era inutilizável. Alguns homens, o coronel Alen entre eles, conseguiram escapar do cerco e voltar para as linhas paraguaias pela selva. No entanto, o Coronel Alen não foi recebido com muito festejo e foi preso por deserção.